# Manuel de Abreu Soares
Manuel de Abreu Soares (aproximadamente 1600, Capitania do Rio Grande — ?) foi um militar, proprietário rural e administrador colonial português, conhecido por ter sido Capitão-mor da Capitania do Rio Grande. 

## Atuação militar e política
Abreu Soares era filho do português Jerônimo da Cunha, que recebeu três sesmarias no Rio Grande do Norte (duas em 1605 e uma em 1610). Segundo Alvarás do Reino de Portugal, Manuel de Abreu Soares foi um dos mais ativos participantes na "Guerra dos Bárbaros" do Brasil Colonial. Estabeleceu moradia na Capitania do Rio Grande do Norte, onde cultivou terras e criou gado com sua família.
Em razão de sua forte participação na Guerra contra os Holandeses, foi nomeado Capitão-mor da Capitania do Rio Grande, no ano de 1656, pouco tempo depois da saída dos holandeses. Foi, também, capitão-mor de Sergipe d’ El Rei. Dois documentos fazem referência à passagem dele como capitão-mor da Capitania do Rio Grande: um Alvará expedido pelo Rei de Portugal em 1681, e a nomeação como capitão-mor de Infantaria dos soldados, pretos e índios, em 1688.
Entre 1687 e 1688, fundou o Arraial de Açu, lutando contra indígenas no Rio Grande do Norte. 
Em 1681, recebeu uma importante sesmaria na ribeira do Jaguaribe, na região de Aracati. As terras foram concedidas pelo Governador da Bahia, Roque da Costa Barreto.

## Dados genealógicos
O Capitão Manuel de Abreu Soares casou-se com a brasileira Maria de Siqueira, tendo pelo menos três descendentes:
- Alferes Pascoal Gomes de Lima, com descendência. Em 1729, seus irmãos já haviam falecido, então requereu, ao Rei D. João V, o posto de escrivão da ouvidoria da cidade da Paraíba que se achava vago, ou, em falta deste, o de oficial da Fazenda Real, ou de Provedor da Fazenda Real do Rio Grande, que também se achava vago, por ser ele filho legítimo do capitão-mor Manuel de Abreu Soares[1].
- Sargento-mor Manuel de Abreu Frielas, que obteve concessão de terras (sesmaria) nas regiões de Jaguaruana, Rio Jaguaribe e do Rio Banabuiú.
- Gonçalo de Frielas, casado com uma irmã do Capitão-mor Antônio Vaz Gondim.